# Governo di Israele
Il governo di Israele (ufficialmente in ebraico: ממשלת ישראל, Memshelet Israel) esercita l'autorità esecutiva nello "Stato di Israele". 
Consiste di ministri scelti e guidati dal primo ministro. La composizione del governo deve essere approvata da un voto di fiducia nella Knesset (il parlamento israeliano). Secondo la legge israeliana, poi, il primo ministro può licenziare i membri del governo, ma deve farlo per iscritto e le nuove designazioni devono essere comunque approvate dalla Knesset. 
La maggior parte dei ministri guida i ministeri, anche se alcuni sono ministri senza portafoglio. In aggiunta, la maggior parte dei ministri sono membri della Knesset, sebbene solo il primo ministro, il "primo ministro ad interim" ed designato debbano essere legalmente membri della Knesset. 
Alcuni ministri sono anche chiamati viceministri e vice primi ministri. 
A differenza del primo ministro ad interim e, dal 2020, del primo ministro supplente, tuttavia, questi ruoli non hanno significati legali. 
Il governo opera in conformità con le Leggi Fondamentali di Israele. Si riunisce a partire dalla domenica settimanale a Gerusalemme, sebbene possano essere riunioni aggiuntive se le circostanze lo richiedono. Il primo ministro convoca queste riunioni.

## Uso dei termini
Il corpo discusso in questo articolo è indicato nei documenti ufficiali israeliani come il governo di Israele. Questo è in accordo con la normale traduzione del suo nome ebraico, (in ebraico: ממשלה, Memshala). In Israele, il termine gabinetto (in ebraico: קבינט) è generalmente usato per il Gabinetto di Sicurezza di Stato (in ebraico: הקבינט המדיני-ביטחוני HaKabinet haMedini-Bitachoni), un forum più piccolo di membri del gabinetto che decide in materia di difesa e politica estera e può comprendere fino a metà dei membri del gabinetto (pieni).

## Governo provvisorio e primi governi di Israele
Il primo governo fu il governo provvisorio di Israele (HaMemshala HaZmanit) che governò poco prima dell'indipendenza fino alla formazione del primo governo formale nel marzo del 1949 in seguito alle prime elezioni della Knesset nel gennaio di quell'anno. È stato formato come amministrazione popolare (Minhelet HaAm) il 12 aprile 1948, in preparazione dell'indipendenza poco più di un mese dopo. Tutti i suoi tredici sono stati scelti dal Moetzet HaAm, l'organismo legislativo temporaneo istituito allo stesso tempo.

## Governo attuale
L'esecutivo in carica (il governo Netanyahu VI) è un governo di coalizione formato da 31 ministri, e presieduto dal leader del Likud Benjamin Netanyahu. 
Esso si è formato a seguito delle elezioni parlamentari del 2022, ed è sostenuto da una coalizione comprendente il Likud, Shas, Partito Sionista Religioso, Giudaismo Unito nella Torah, Otzma Yehudit e Noam.